# Naturpark Oberer Bayerischer Wald
Der Naturpark Oberer Bayerischer Wald ist mit 1733 km² der viertgrößte Naturpark in Bayern.

## Landschaft

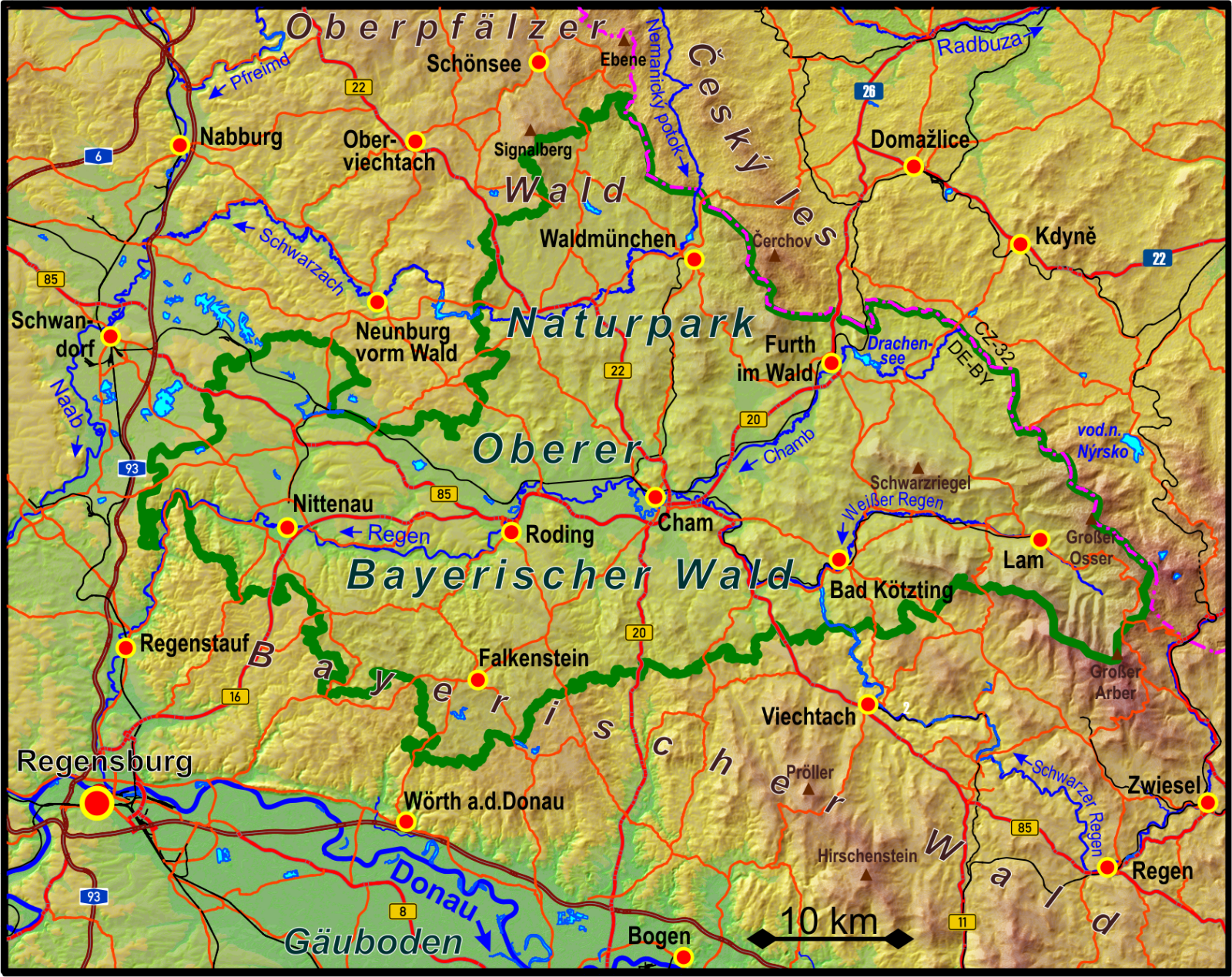
Lage und Topografie des Naturparks Oberer Bayerischer Wald

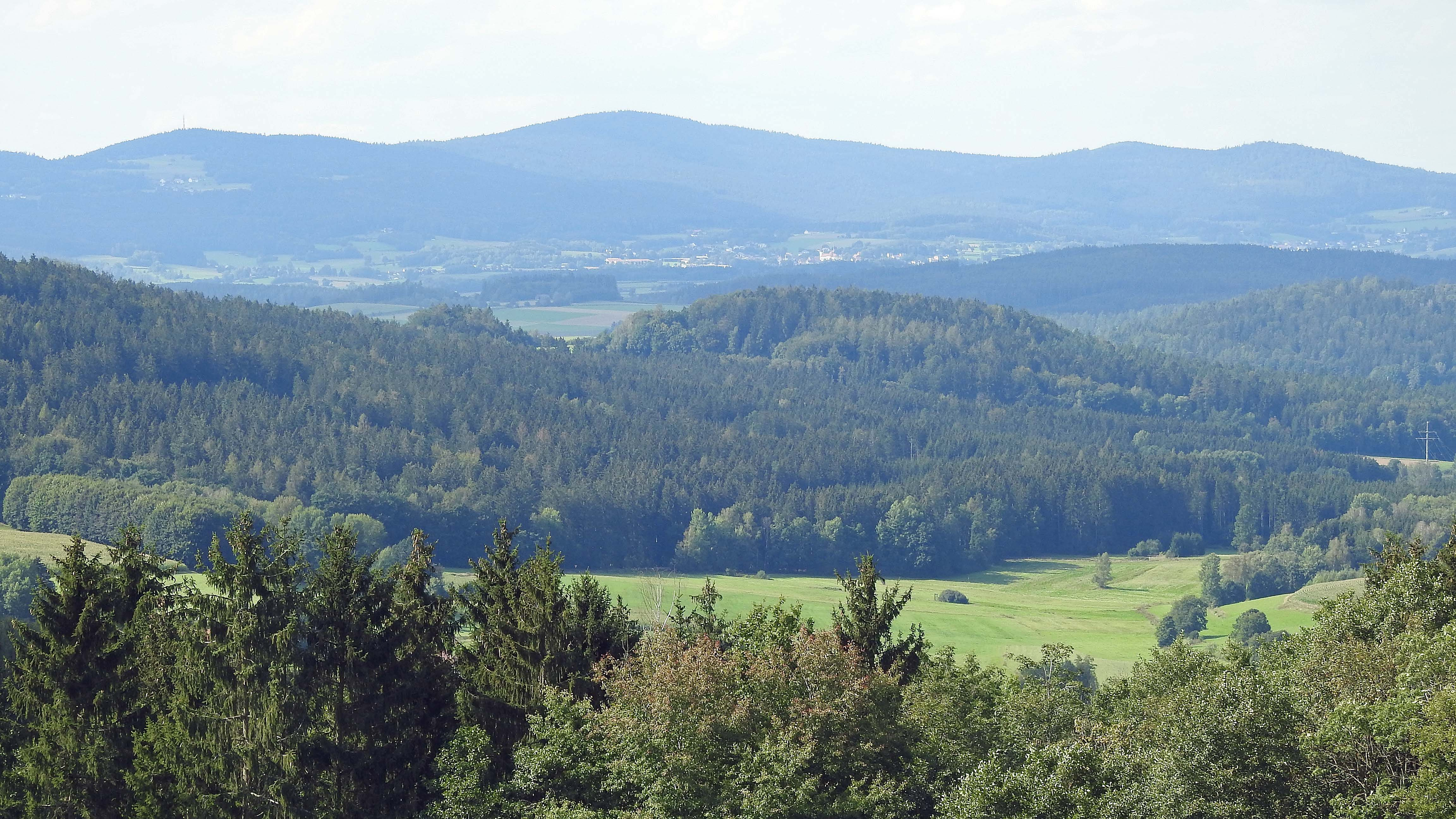
Im NP Oberer Bayerischer Wald bei Waldmünchen

Der Naturpark umfasst das gesamte Gebiet des Landkreises Cham und den östlichen Teil des Landkreises Schwandorf. Im Nordwesten grenzt er an den Naturpark Oberpfälzer Wald, im Osten an Tschechien, im Süden an den Naturpark Bayerischer Wald.
Die höchsten Erhebungen sind  Großer Osser (1293 m), Hoher Bogen (1079 m), Kaitersberg (1133 m), Enzian (1285 m), Schwarzeck (1238 m), Zwercheck (1333 m) und Kleiner Arber (1384 m). Der Anteil des Waldes beträgt heute ca. 40 Prozent. 76 Prozent des Naturparkgebietes stehen unter Landschaftsschutz. 2084 Hektar sind im Naturpark als Naturschutzgebiet ausgewiesen.

## Geologie
Der Glimmerschiefer am Osser und die Kreide-Transgression im Steinbruch Obertrübenbach zählen zu Bayerns schönsten Geotopen. Neben den vorherrschenden kristallinen Urgesteinen Granit und Gneis gibt es verschiedenartige Sedimentdecken, kieselsäure- und kalkhaltige Gesteine, Urkalk, Glimmerschiefer und in der geologischen Besonderheit des 150 km langen, teilweise in Türmchen und Zinnen aufragenden Pfahlrückens Quarzite und Pfahlschiefer. Für Mineraliensammler werden Führungen in der Fürstenzeche Lam angeboten.

## Natur
Weithin bekannt ist die auf den Bergen vorkommende Bärwurz aus welcher der  Bärwurz-Schnaps gebrannt wird. In manchen Wiesentälern sind seltene Orchideen zu entdecken. Vogelfreunden bietet das Naturschutzgebiet Regentalaue westlich von Cham mit den Rötelseeweihern gute Beobachtungsmöglichkeiten.

## Schutzgebiete

### Naturschutzgebiete
- Naturschutzgebiet Hölle
- Naturschutzgebiet Kleiner Arbersee
- Moorgebiet bei Arrach
- Neubäuer Weiher
- Naturschutzgebiet Pfahl
- Pfahl-Ruine Schwärzenberg
- Naturschutzgebiet Regentalaue zwischen Cham und Pösing
- Naturschutzgebiet Regentalhänge zwischen Kirchenrohrbach und Zenzing
- Naturschutzgebiet Schlossberg von Sattelpeilnstein
- Naturschutzgebiet Schlosspark Falkenstein
- Naturschutzgebiet Weichselbrunner Weiher und Trockenkiefernwald bei Bodenwöhr
- Naturschutzgebiet Wald- und Heidelandschaft östlich von Bodenwöhr und Bruck i. d. OPf.

### Geotope
Südlich von Pingarten befindet sich der Ehemalige Steinbruch im Pingartener Porphyr. Der aufgelassene Steinbruch gehört zu den 100 schönsten Geotopen in Bayern.

## Geschichte
Die ältesten menschlichen Spuren im Naturpark weisen weit in vorgeschichtliche Zeit zurück. Einer der schönsten Faustkeile Deutschlands wurde bei Pösing im Regental gefunden. Er stammt aus der letzten Zwischeneiszeit und ist etwa 80.000 Jahre alt. Doch nicht nur aus der Altsteinzeit, sondern auch aus allen anderen großen vorgeschichtlichen Epochen bis hin zur römischen Kaiserzeit liegen zahlreiche Bodenfunde vor. Berühmt ist die  endjungsteinzeitliche Siedlung der so genannten Chamer Gruppe bei Knöbling. Vor- und frühgeschichtliche Wallanlagen befinden sich unter anderem am Galgenberg bei Cham, am Lamberg, bei Traitsching und bei Zenching.

## Freizeit

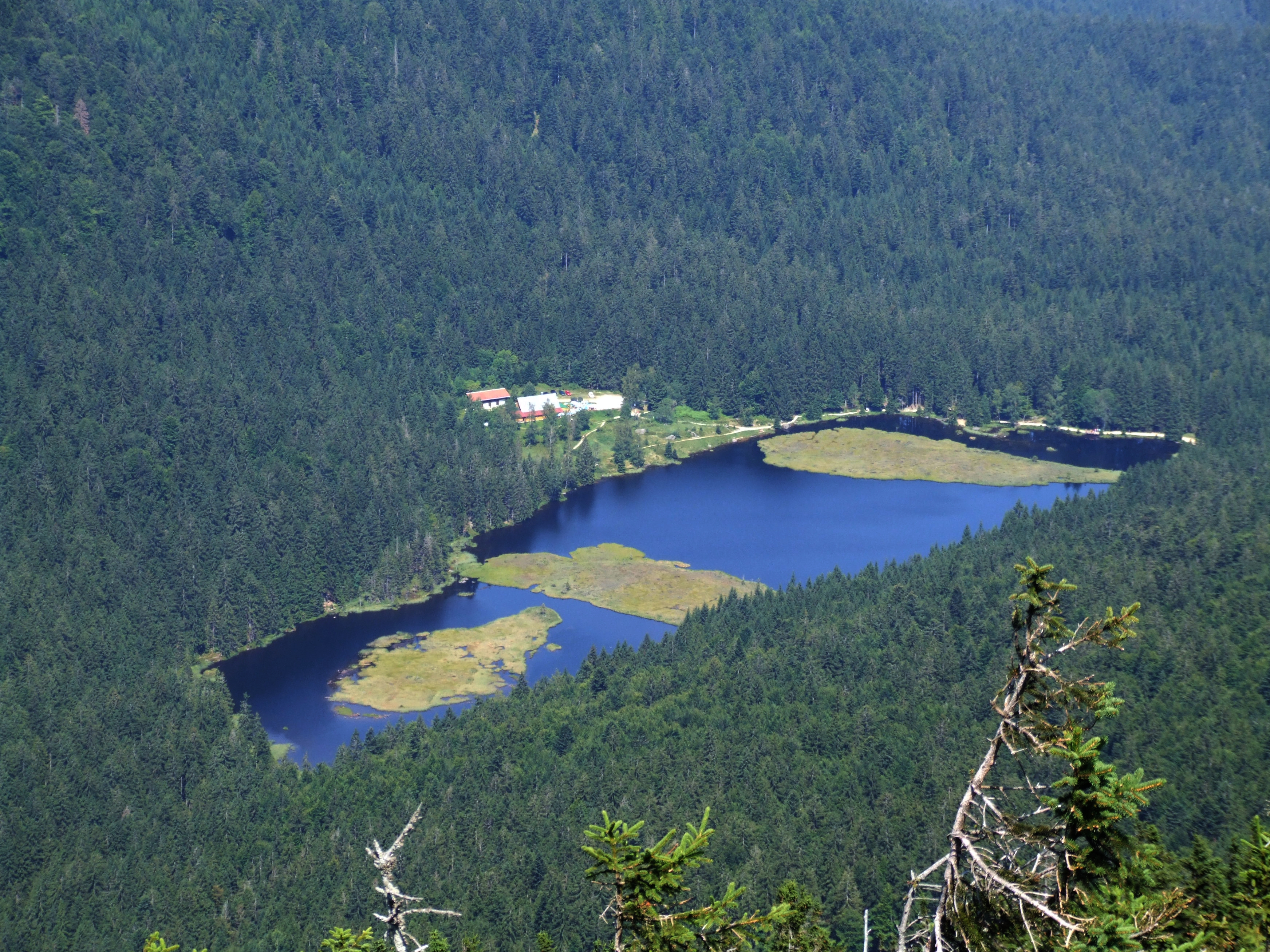
Kleiner Arbersee im Naturpark

Im Naturpark Oberer Bayerischer Wald gibt es viele kleinere Seen. Der Flusslauf des Regen dient von Blaibach bis Regensburg auf 120 Kilometer als Bootswanderstrecke. Ein dichtes Netz von Wanderwegen und markierten Radwegen führt durch den Naturpark. Im Winter stehen Abfahrtspisten und Langlaufloipen zur Verfügung.

## Sakrale Bauten und Burgen
Die Klosterkirche Walderbach gehört zu den schönsten romanischen Kirchen, die die Zisterzienser in Deutschland gebaut haben. Ihre monumentalen romanischen Malereien gelten als bedeutende Sehenswürdigkeit. Die Klosterkirche Reichenbach ist eine doppeltürmige, dreischiffige romanische Basilika mit Stuckarbeiten und Malereien.
Der Formenreichtum der auf der Höhe über Bad Kötzting liegenden Wallfahrtskirche Weißenregen mit der von Johann Paul Hager stammenden Fischerkanzel sucht seinesgleichen. Eine der bekanntesten Wallfahrtskirchen befindet sich in Neukirchen beim Heiligen Blut. Als 1658 die Franziskaner ihr Kloster an die jetzige 500-jährige Pfarrkirche anbauten, wandten sie eine für die Liturgiegeschichte bedeutende Baulösung an: Sie brachen die Ostwand der Pfarrkirche auf und fügten hinter dem Hochaltar, dessen Rückseite sie als Altar benutzten, ihren Chor, getrennt durch ein Gitter, an. Der Doppelaltar ist kostbare Augsburger Goldschmiedearbeit aus der Zeit um 1750. Sehenswert sind die Wallfahrtskirchen Heilbrünnl, Lamberg, Schönferchen sowie die Margarethenkapelle bei Einsiedel, das Tannerl bei Falkenstein und andere kleine Kapellen. Unter den profanen Bauten sind die Ruinen und Burgen Ausdruck der einstigen Aufgabe des Nordgaues, das Heilige Römische Reich nach Osten hin abzusichern.